# Tunel pieszy w Greenwich

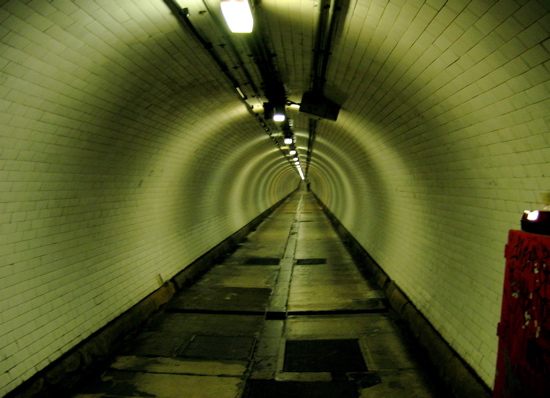
Wnętrze tunelu

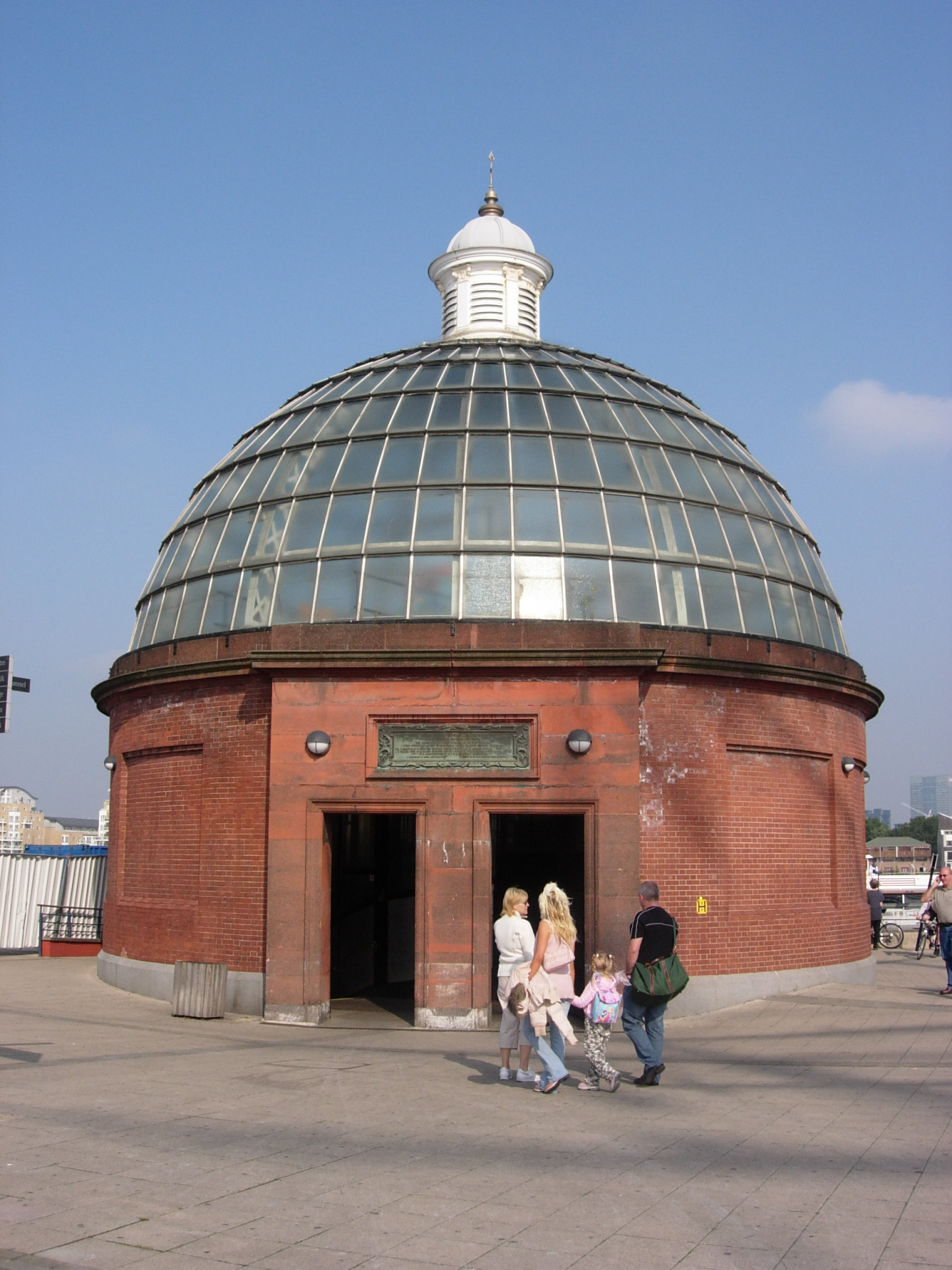
Wejście po stronie południowej

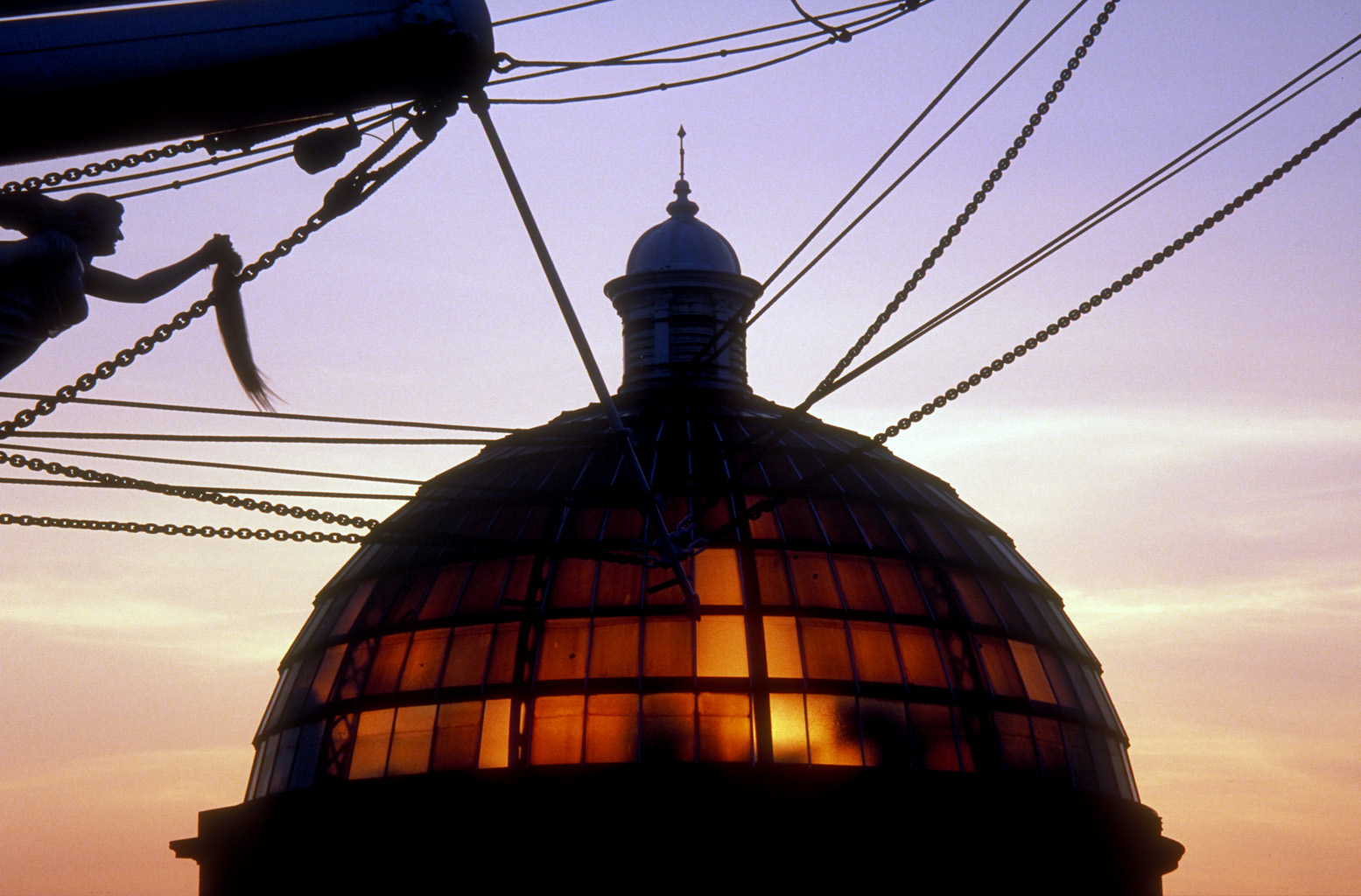
Szklana kopuła na południowym wejściu do tunelu z fragmentem Cutty Sark na pierwszym planie.

Tunel pieszy w Greenwich (ang. Greenwich foot tunnel) leży pod Tamizą i łączy londyńskie dzielnice: Greenwich od strony południowej oraz Tower Hamlets od strony północnej. Tunel został zaprojektowany przez inżyniera sir Alexandra Binnie’go i zbudowany przez przedsiębiorstwo John Cochrane & Co. Projektowanie tunelu rozpoczęto w czerwcu roku 1899, otwarto go natomiast 4 sierpnia roku 1902.
Tunel zastąpił drogie i czasami niepewne połączenie promowe i miał być przeznaczony dla pracowników doków i stoczni mieszkających po południowej stronie rzeki a pracujących na położonej po stronie północnej Isle of Dogs.
Szyby wejściowe po obu stronach zostały przykryte szklanymi kopułami a w ich wnętrzu znalazły się windy (zainstalowane w roku 1904, zmodernizowane w 1992) i spiralne klatki schodowe dające pieszym dojście do spadzistego, wyłożonego kafelkami tunelu. Sam tunel, wykonany z lanego żelaza miał 370,2 m długości, 3 m średnicy i położony był 15,2 m pod wodą. Żelazne pierścienie połączone betonem zostały wyłożone około 200 000 kafelków. Północny koniec tunelu został zniszczony przez bomby w czasie II wojny światowej a jego naprawa wymagała instalacji grubych stalowo-betonowych pierścieni, co znacznie zmniejszyło średnicę tunelu na długości kilkunastu metrów.
Tunel jest wygodnym połączeniem pomiędzy centrum Greenwich po stronie południowej (wejście położone jest blisko słynnego XIX wiecznego klipra herbacianego Cutty Sark) a Island Gardens po stronie północnej, parkiem położonym na południowym końcu Isle of Dogs, skąd rozpościera się doskonały widok na dawny Greenwich Hospital, Queen’s House oraz Królewskie Obserwatorium Astronomiczne. Dzięki głębokiemu położeniu w tunelu jest chłodno nawet podczas upalnych dni.
Tunel uznawany jest za drogę publiczną, przez co otwarty jest 24 godziny na dobę. Windy są natomiast czynne tylko w godzinach 7:00-19:00 od poniedziałku do soboty, 10:00-17:30 w niedziele, a w czasie pierwszego i drugiego dnia świąt Bożego Narodzenia nie działają w ogóle. Brak odpowiedniej liczby pracowników i innego rodzaju problemy powodują jednak, że windy są często niedostępne nawet w godzinach ich pracy. W takim wypadku, jeśli ktoś nie może korzystać ze schodów, zalecane jest połączenie kolejki DLR między stacjami Island Gardens a Cutty Sark.
Tunel pieszy w Greenwich jest również częścią trasy numer 1 brytyjskiej narodowej sieci rowerowej, która łączy Inverness i Dover. Podczas korzystania z tunelu rowerzyści muszą jednak zsiąść z roweru i przeprowadzić go przez cały tunel.